# タイロン・ゲレーロ
タイロン・ルイス・ゲレーロ（Tayron Luis Guerrero, 1991年1月9日 - ）は、コロンビアのボリーバル県ボカチカ出身のプロ野球選手（投手）。右投右打。千葉ロッテマリーンズ所属。愛称はヒガンテ（巨人）。

## 経歴

### プロ入りとパドレス時代
2009年12月にサンディエゴ・パドレスと契約してプロ入り。
2010年に傘下のルーキー級ドミニカン・サマーリーグ・パドレスでプロデビュー。16試合（先発5試合）に登板して3勝2敗1セーブ、防御率3.42、50奪三振を記録した。
2011年はルーキー級アリゾナリーグ・パドレスでプレーし、16試合（先発4試合）に登板して0勝4敗、防御率9.62、24奪三振を記録した。
2012年はまずルーキー級アリゾナリーグ・パドレスで5試合に登板後、8月にA-級ユージーン・エメラルズへ昇格。A-級ユージーンでは4試合に先発登板して0勝1敗、防御率3.38、11奪三振を記録した。
2013年はまずA級フォートウェイン・ティンキャップスでプレーし、4試合に登板して0勝1敗、防御率7.36だった。6月からルーキー級アリゾナリーグ・パドレスでプレーし、3試合に登板後、7月にA-級ユージーンへ昇格。A-級ユージーンでは15試合（先発3試合）に登板して1勝4敗、防御率4.50、35奪三振を記録した。
2014年はA級フォートウェインで開幕を迎え、25試合に登板。6勝1敗1セーブ、防御率1.00、42奪三振と好投し、6月にA+級レイクエルシノア・ストームへ昇格。7月にはオールスター・フューチャーズゲームの世界選抜に選出されている。A+級レイクエルシノアでは14試合に登板して0勝0敗3セーブ、防御率2.63、14奪三振を記録した。オフの11月20日にパドレスとメジャー契約を結び、40人枠入りした。
2016年5月15日にメジャー初昇格を果たし、17日のサンフランシスコ・ジャイアンツ戦でメジャーデビュー。結局、この年メジャーで登板したのは、この試合だけで2.0イニングを3安打1四球1失点という内容だった。なお、マイナーリーグではAA級サンアントニオ・ミッションズとAAA級エル・パソ・チワワズで計32試合に登板していた。

### マーリンズ時代
2016年7月29日にジャレッド・コザート、カーター・キャップス、ルイス・カスティーヨ、ジョシュ・ネイラーとのトレードで、アンドリュー・キャッシュナー、コリン・レイと共にマイアミ・マーリンズへ移籍した。マーリンズでは、傘下のAA級ジャクソンビル・サンズで12試合にリリーフ登板したが、メジャーの舞台には立たなかった。マイナーのパドレス時代との合算成績は、44試合で1勝4敗4セーブ、防御率4.35という内容だった。
2017年はシーズン開幕前の3月に開催された第4回ワールド・ベースボール・クラシック（WBC）本戦のコロンビア代表に選出された。
シーズンでは6月29日にオールスター・フューチャーズゲームの世界選抜に選出された。

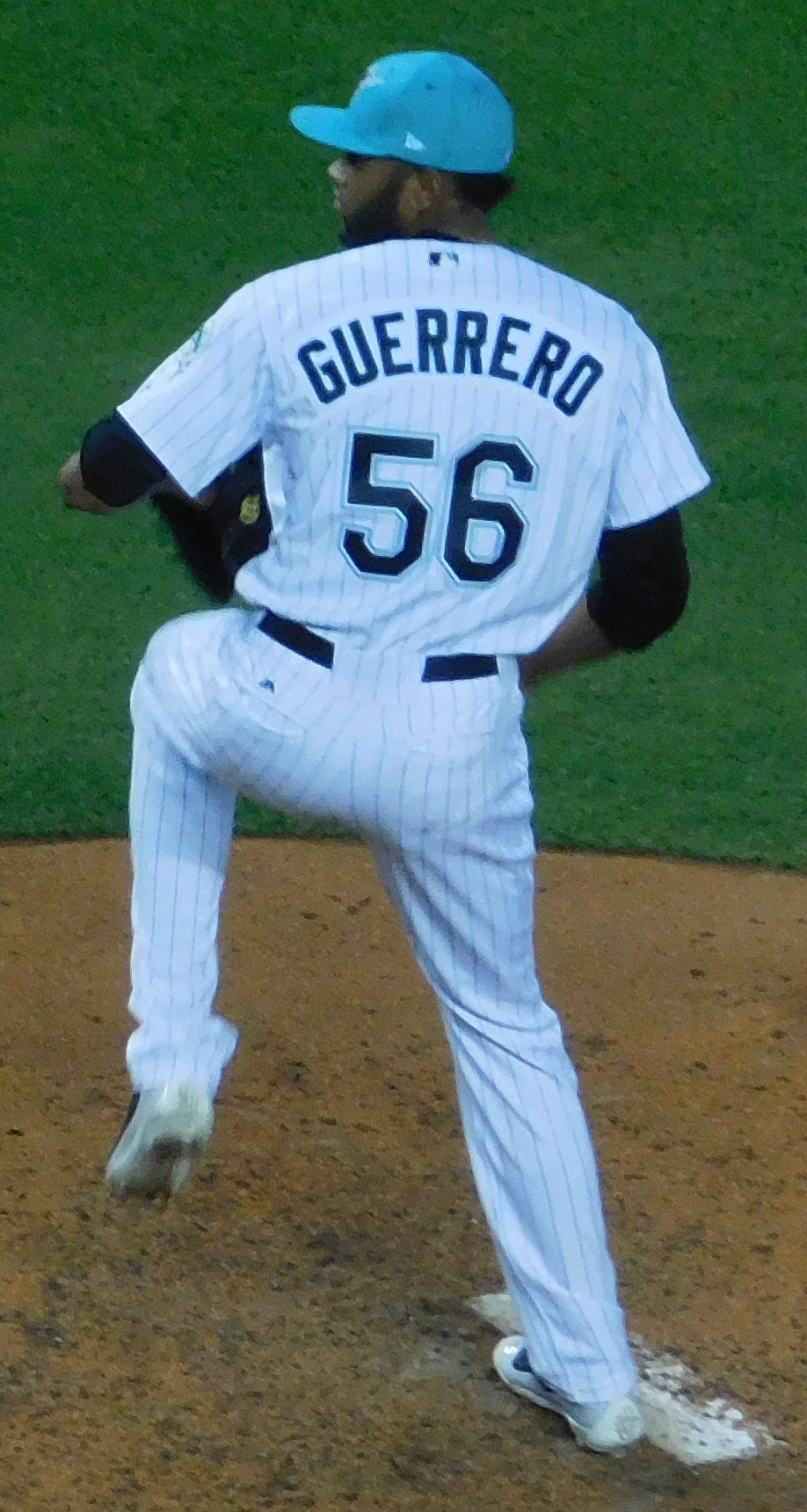
マーリンズ時代（2018年6月10日）

2018年8月13日のアトランタ・ブレーブス戦で球速104mph（約167.4km/h）を記録した（2015年以降のスタットキャストで、アロルディス・チャップマン、ジョーダン・ヒックスに次ぐ3人目）。この年は60試合に登板し、9ホールドを記録したものの、防御率5.43と安定感はなかった。
2019年12月2日にDFAとなった。

### ホワイトソックス傘下時代
2019年12月6日にウェイバー公示を経てシカゴ・ホワイトソックスへ移籍した。
2020年1月2日にルイス・ロバートの40人枠入りに伴ってDFAとなり、10日にマイナー契約で傘下のAAA級シャーロット・ナイツへ配属された。同年はCOVID-19の影響でマイナーリーグのシーズンが中止となり、公式戦への出場はなかった。
2021年はAAA級シャーロットで18試合に登板して、1勝0敗、防御率6.63の成績を残した。

### 第一次ロッテ時代

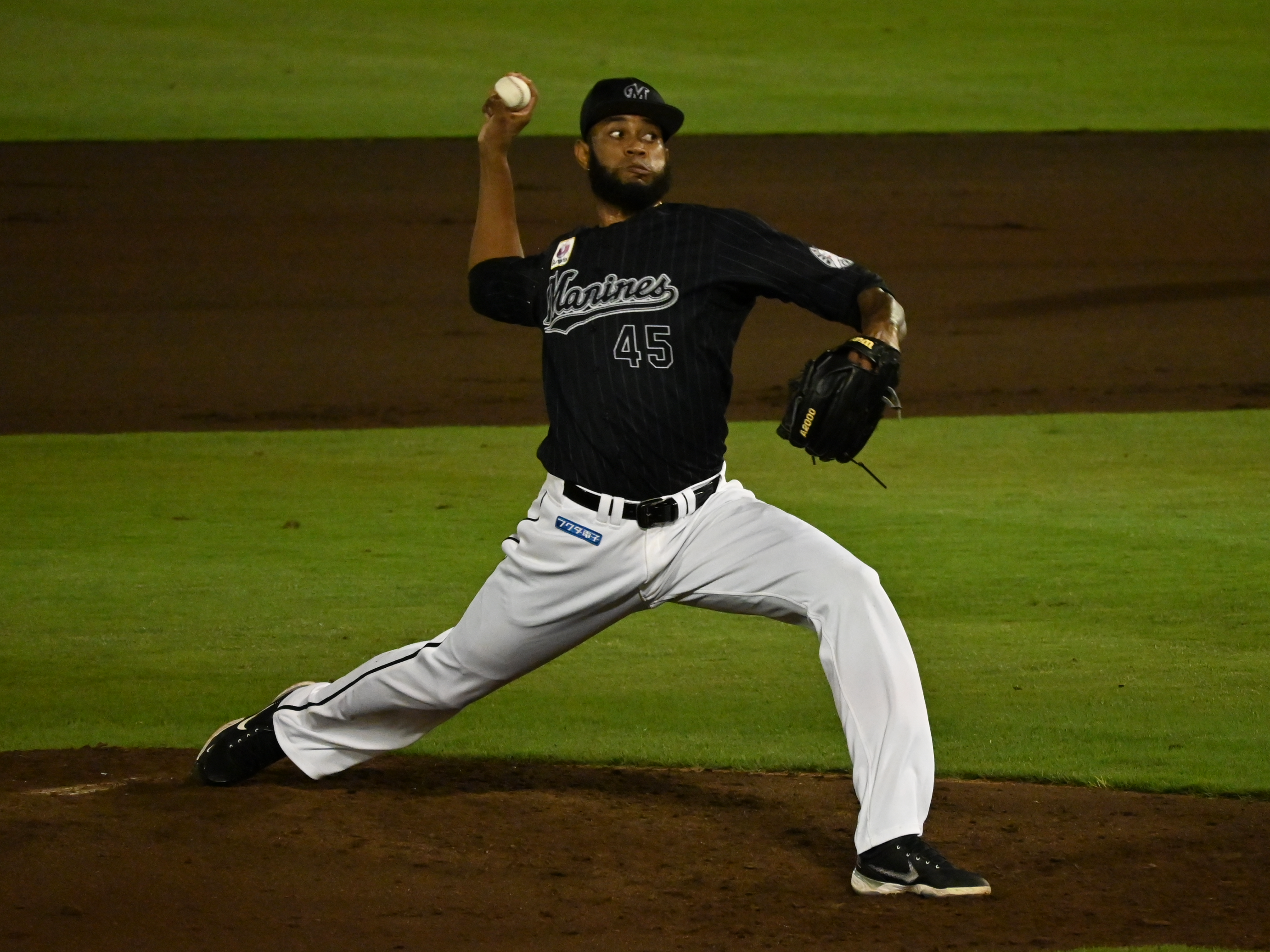
第一次ロッテ時代
（2022年7月9日 ほっともっとフィールド神戸）

2021年12月18日に千葉ロッテマリーンズに入団することが発表された。2022年3月11日に来日し、翌3月12日には入団会見を行った。背番号は45。
2022年3月25日の開幕戦でNPB初出場を果たすと、小深田大翔の打席で161km/hを計測し、公式戦での球団最速記録となった（同年3月27日に佐々木朗希が164km/hを計測し、記録を塗り替えられた）。7月9日のオリックス・バファローズ戦では紅林弘太郎の打席で163km/hを計測するも、その球が紅林の頭部に直撃し、危険球により一発退場となってしまった。最終的に49試合に登板して3勝3敗3セーブ24ホールド、防御率3.52を記録したが、オフの12月2日に自由契約となった。

### レッズ傘下時代
2023年1月7日にシンシナティ・レッズとマイナー契約を結んだ。AAA級ルイビル・バッツで20試合に登板したが、 0勝4敗、防御率11.51と結果を残せず、6月16日に自由契約となった。

### メキシカンリーグ時代
2023年7月8日にメキシカンリーグのメキシコシティ・レッドデビルズと契約した。ここでは8試合に登板して6セーブ、防御率1.17と復調した。

### エンゼルス傘下時代
2023年12月18日にロサンゼルス・エンゼルスとマイナー契約を結んだ。

### 第二次ロッテ時代
2024年12月3日に千葉ロッテマリーンズと再び契約を結び、3年ぶりのNPB復帰となった。背番号は97。推定年俸は1億円。入団会見では、「60試合登板」を目標に掲げ、「できれば105マイル投げられたら」と日本プロ野球最速記録更新にも意欲を示した。
2025年は、開幕2戦目のソフトバンクホークス2回戦の同点の9回に登板し、1回無失点で復帰後初登板を果たし、その後の攻撃で味方が勝ち越したため復帰後初勝利も果たした。

## 投球スタイル
| 球種         | 割合 | 平均球速 | 平均球速 | 最高球速 | 最高球速 |
| 球種         | %    | mph      | km/h     | mph      | km/h     |
| フォーシーム | 70.1 | 98.9     | 159.2    | 102.9    | 165.6    |
| スライダー   | 20.4 | 87.3     | 140.5    | 91.7     | 147.6    |
| シンカー     | 9.4  | 99.3     | 159.8    |          |          |

最速104mph（約167.4km/h）の速球にスライダーを交える。速球は、平均でも160km/h近くを計測する。日本での最速は、2022年7月9日のオリックス戦で計測した163km/h。

## 人物
当初身長は203cmとしていたが、NPB移籍を機に206cmに修正した。

## 詳細情報

### 年度別投手成績
| 年 度    | 球 団    | 登 板 | 先 発 | 完 投 | 完 封 | 無 四 球 | 勝 利 | 敗 戦 | セ 丨 ブ | ホ 丨 ル ド | 勝 率 | 打 者 | 投 球 回 | 被 安 打 | 被 本 塁 打 | 与 四 球 | 敬 遠 | 与 死 球 | 奪 三 振 | 暴 投 | ボ 丨 ク | 失 点 | 自 責 点 | 防 御 率 | W H I P |
| -------- | -------- | ----- | ----- | ----- | ----- | -------- | ----- | ----- | -------- | ----------- | ----- | ----- | -------- | -------- | ----------- | -------- | ----- | -------- | -------- | ----- | -------- | ----- | -------- | -------- | ------- |
| 2016     | SD       | 1     | 0     | 0     | 0     | 0        | 0     | 0     | 0        | 0           | ----  | 9     | 2.0      | 3        | 0           | 1        | 0     | 0        | 1        | 0     | 0        | 1     | 1        | 4.50     | 2.00    |
| 2018     | MIA      | 60    | 0     | 0     | 0     | 0        | 1     | 3     | 0        | 9           | .250  | 268   | 58.0     | 64       | 8           | 30       | 1     | 3        | 68       | 8     | 0        | 40    | 35       | 5.43     | 1.62    |
| 2019     | MIA      | 52    | 0     | 0     | 0     | 0        | 1     | 2     | 0        | 6           | .333  | 216   | 46.0     | 42       | 7           | 36       | 0     | 6        | 43       | 9     | 0        | 34    | 32       | 6.26     | 1.70    |
| 2022     | ロッテ   | 49    | 0     | 0     | 0     | 0        | 3     | 3     | 3        | 24          | .500  | 194   | 46.0     | 34       | 2           | 20       | 1     | 5        | 63       | 3     | 0        | 19    | 18       | 3.52     | 1.17    |
| MLB：3年 | MLB：3年 | 113   | 0     | 0     | 0     | 0        | 2     | 5     | 0        | 15          | .286  | 493   | 106.0    | 109      | 15          | 67       | 1     | 9        | 111      | 17    | 0        | 75    | 68       | 5.77     | 1.66    |
| NPB：1年 | NPB：1年 | 49    | 0     | 0     | 0     | 0        | 3     | 3     | 3        | 24          | .500  | 194   | 46.0     | 34       | 2           | 20       | 1     | 5        | 63       | 3     | 0        | 19    | 18       | 3.52     | 1.17    |

- 2022年度シーズン終了時

### 年度別守備成績
| 年 度 | 球 団  | 投手（P） | 投手（P） | 投手（P） | 投手（P） | 投手（P） | 投手（P） |
| 年 度 | 球 団  | 試 合     | 刺 殺     | 補 殺     | 失 策     | 併 殺     | 守 備 率  |
| ----- | ------ | --------- | --------- | --------- | --------- | --------- | --------- |
| 2016  | SD     | 1         | 0         | 0         | 0         | 0         | ----      |
| 2018  | MIA    | 60        | 2         | 6         | 0         | 0         | 1.000     |
| 2019  | MIA    | 52        | 3         | 2         | 0         | 0         | 1.000     |
| 2022  | ロッテ | 49        | 1         | 2         | 0         | 0         | 1.000     |
| MLB   | MLB    | 113       | 5         | 8         | 0         | 0         | 1.000     |
| NPB   | NPB    | 49        | 1         | 2         | 0         | 0         | 1.000     |

- 2022年度シーズン終了時

### 記録

#### MiLB
- オールスター・フューチャーズゲーム選出：2回（2014年、2017年）

#### NPB
初記録
- 初登板：2022年3月25日、対東北楽天ゴールデンイーグルス1回戦（楽天生命パーク宮城）、8回裏に2番手で救援登板、1回無失点
- 初奪三振：同上、8回裏に小深田大翔から見逃し三振
- 初ホールド：2022年3月27日、対東北楽天ゴールデンイーグルス2回戦（楽天生命パーク宮城）、8回裏に3番手で救援登板、1回1失点
- 初勝利：2022年4月1日、対埼玉西武ライオンズ1回戦（ZOZOマリンスタジアム）、10回表に3番手で救援登板・完了、1回無失点
- 初セーブ：2022年5月13日、対オリックス・バファローズ7回戦（京セラドーム大阪）、9回裏に3番手で救援登板・完了、1回無失点

### 背番号
- 55（2016年）
- 56（2018年 - 2019年）
- 45（2022年[18]）
- 97（2025年[24] - ）

### 登場曲
- 「Arrebatao」El Alfa（英語版）& Chael Produciendo（2022年）

### 代表歴
- 2017 ワールド・ベースボール・クラシック・コロンビア代表